# Amojjar-Pass

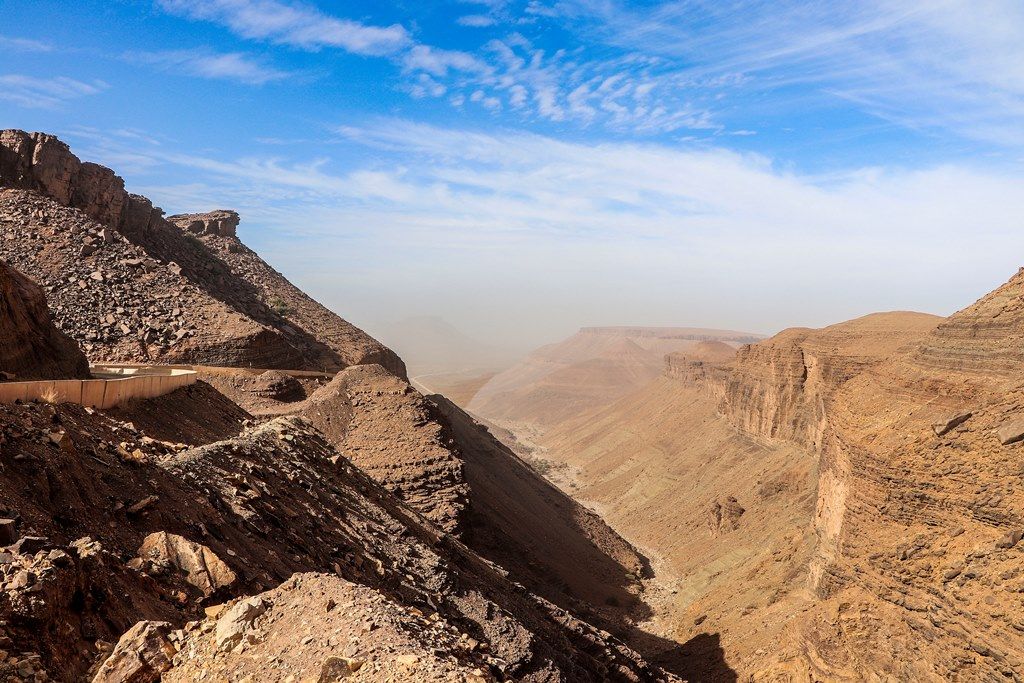
Amojjar-Pass

Der Amojjar-Pass (arabisch ممر أمجار, DMG Mamarr Amuǧār), Schreibweise in Anlehnung an die französische Schreibweise auch als Amogjar-Pass möglich, liegt im Zentrum der Region Adrar, in der Nähe von Atar, Mauretanien.

## Geographische Lage
Der Amojjar-Pass ist weniger ein Gebirgspass als vielmehr ein Anstieg vom Tiefland durch den Steilabfall des Adrar-Plateaus zu dessen Oberkante. Eine unbefestigten Piste führt von der auf 220 m Höhe gelegenen Stadt Atar durch die zerklüfteten Steilhänge des Amogjar-Canyons und erreicht dessen oberen Ausgang an der Oberkante des Plateaus auf 680 m Höhe.

## Natur
Der pink-braune Sandstein im Gebiet der Passhöhe wurde durch Hitze und gelegentliche starke Regenfälle weggewaschen. Den Fuß der steilen Talwände bedecken regelmäßig Geröllhalden die bei Regen erodiert werden. In den Tallagen und Einschnitten des Canyons sammelt sich bei Regenfällen abfließendes Oberflächenwasser, das sich im Oued Amogjar sammelt und Schwemmflächen bildet. Deshalb verläuft die Passstraße im Canyon möglichst an der Nahtstelle zwischen den Geröllhalden der Talwände und den Schwemmflächen des Wadis, bevor sie am Talschluss die Steilhänge erklimmt. Es gibt nur wenige Pflanzen, die in den extremen Bedingungen überleben können, unter anderem Acacia-Arten, welche besonders unempfindlich gegen Dürre sind und die grundwassernahen Schwemmflächen als Standort bevorzugen.

## Verkehr
Der Amojjar-Pass war für den Verkehr in Mauretanien wichtig, weil er die einzige Straßenverbindung von der Hauptstadt Nouakchott über Atar auf das Adrar-Plateau darstellte zu den dortigen Oasenstädten Ouadane und Chinguetti. In neuerer Zeit wurde weiter südlich ein Anstieg durch den Ebnou-Pass trassiert, dessen oberstes Stück, etwa 3500 Meter Steilstrecke, mit einer Asphaltdecke versehen sind.

## Kultur
In der Nähe des Canyon-Ausgangs finden sich die steinzeitlichen Felsbilder von Agrour Amogjar (20° 32′ 24″ N, 12° 46′ 30,8″ W).